# 사마시 (사르데냐)
사마시(Samassi)는 이탈리아 사르데냐주 수드사르데냐도에 있는 코무네이다. 칼리아리에서 북서쪽으로 약 35 킬로미터 (22 mi) 떨어져 있으며, 산루리에서 남쪽으로 약 9 킬로미터 (6 mi) 떨어져 있다. 2004년 12월 31일 기준 인구는 5,332명이며 면적은 42.2 제곱킬로미터 (16.3 mi2)이다.
사마시는 다음 코무네와 접해 있다: 푸르테이, 산루리, 세라만나, 세렌티.